# Lista tomów serii Detektyw Conan (31–60)
Detektyw Conan (jap. 名探偵 コナン Meitantei Conan) – japońska detektywistyczna manga napisana i zilustrowana przez Gōshō Aoyama. W Japonii zostały one opublikowane w czasopiśmie Shūkan Shōnen Sunday wydawnictwa Shōgakukan od 19 stycznia 1994 roku. Od swojej premiery opublikowano w Japonii ponad 950 rozdziałów serii. Opublikowane rozdziały zostały zebrane w tomach tankōbon. Tomy od 31 do 60 zostały wydane między 17 marca 2001, a 12 stycznia 2008. Poniżej znajduje się lista rozdziałów i tomów (31–60) mangi Detektyw Conan.

## Lista tomów
| 1. "The Hidden Word" (jap. 隠れた言葉 Kakureta Kotoba) 2. "Imposter's Introduction" (jap. 偽物登場 Nisemono Tōjō) 3. "The Truth from the Imposter" (jap. 偽物の真実 Nisemono no Shinjitsu) 4. "The Time of Lies" (jap. 偽りの時 Itsuwari no Toki) 5. "Warm Ocean" (jap. 暖かき海 Atatakaki Umi) 6. "Caught In A Net" (jap. 網にかかるは... Ami ni Kakaru wa...) | 1. "A Courageous Decision" (jap. 勇気ある決断 Yūki Aru Ketsudan) 2. "The Knight Of Naniwa" (jap. 浪花の剣士 Naniwa no Kenshi) 3. "The Invisible Knight" (jap. 移ろいの剣士 Utsuroi no Kenshi) 4. "The Knight Of Justice" (jap. 裁きの剣士 Sabaki no Kenshi) 5. "Ruler's Palace" (jap. 天下人の城 Tenkabi no Shiro) |

| 1. "The Lord's Treasure" (jap. 天下人の宝 Tenkabi no Takara) 2. "Back To the Past" (jap. 時を越えて... Toki o Koete...) 3. "Inside a Father's Heart" (jap. 浪花勧進帳 Naniwa Kanjin-chō) 4. "The Sad Tiger Scroll" (jap. 悲しみの虎の巻 Kanashimi no Tora no Maki) 5. "A Long-Awaited Gathering" (jap. 久しぶりの集結 Hisashiburi no Shūketsu) 6. "The Secret of Idols" (jap. アイドル達の秘密 Aidoru-tachi no Himitsu) | 1. "Idols' Regret" (jap. アイドル達の誤解 Aidoru-tachi no Gokai) 2. "Something the Lion Dropped" (jap. ライオンの落とし物 Raion no Otoshimono) 3. "P&A" 4. "A Stupid Plan" (jap. バカな作戦 Baka na Sakusen) 5. "Satou's Match-Up" (jap. 佐藤のお見合い Satō no Omiai) |

| 1. "Sotou's Odds" (jap. 佐藤の勝算 Satō no Shōsan) 2. "Satou's Feelings" (jap. 佐藤の気持ち Satō no Kimochi) 3. "Bloody Valentine 1" (jap. 血のバレンタイン① Buraddi Barentain Ichi) 4. "Bloody Valentine 2" (jap. 血のバレンタイン② Buraddi Barentain Ni) 5. "Bloody Valentine 3" (jap. 血のバレンタイン③ Buraddi Barentain San) 6. "Bloody Valentine 4" (jap. 血のバレンタイン④ Buraddi Barentain Yon) | 1. "A Memento of a Wife" (jap. 妻の忘れ形見 Tsuma no Wasuregatami) 2. "Clean Scent" (jap. 清潔な香り Seiketsu na Kaori) 3. "Life of a Flower" (jap. 花の命... Hana no Inochi...) 4. "The Meaning of X" (jap. 「×」のその意味 Ekkusu no Sono Imi) |

| 1. "Time To Pick The Apple" (jap. リンゴの狩り時 Ringo no Karidoki) 2. "The Hint That Was Against" (jap. 反撃の糸口... Hangeki no Itoguchi...) 3. "The Strange Neighbor" (jap. 飛んだ隣人 Tonda Rinjin) 4. "Who Are You?" (jap. あんた何者や Anta Nanimon'ya) 5. "The Storm of Booing" (jap. 嵐のブーイング Arashi no Būingu) 6. "The Suspicious Supporters" (jap. 疑惑のサポーター Giwaku no Sapōtā) | 1. "A Fake Supporter" (jap. エセサポーター Ese Sapōtā) 2. "Raining Deja-Vu" (jap. 雨のデジャビュ Ame no Dejabū) 3. "The Misleading Washcloth" (jap. おしぼりの罠 Oshibori no Wana) 4. "Cleared Memory" (jap. 晴れた記憶 Hareta Kioku) 5. "Golden Apple 1" (jap. ゴールデンアップル① Gōruden Appuru Ichi) |

| 1. "Golden Apple 2" (jap. ゴールデンアップル② Gōruden Appuru Ni) 2. "Golden Apple 3" (jap. ゴールデンアップル③ Gōruden Appuru San) 3. "Golden Apple 4" (jap. ゴールデンアップル④ Gōruden Appuru Yon) 4. "Golden Apple 5" (jap. ゴールデンアップル⑤ Gōruden Appuru Go) 5. "The Haunted House's Mystery 1" (jap. 幽霊屋敷の謎① Yūrei Yashiki no Nazo Ichi) 6. "The Haunted House's Mystery 2" (jap. 幽霊屋敷の謎② Yūrei Yashiki no Nazo Ni) | 1. "The Haunted House's Mystery 3" (jap. 幽霊屋敷の謎③ Yūrei Yashiki no Nazo San) 2. "Mitsuhiko's Disappearance 1" (jap. 消えた光彦① Kieta Mitsuhiko Ichi) 3. "Mitsuhiko's Disappearance 2" (jap. 消えた光彦② Kieta Mitsuhiko Ni) 4. "Mitsuhiko's Disappearance 3" (jap. 消えた光彦③ Kieta Mitsuhiko San) 5. "Death Island" (jap. デス・アイランド Desu airando) |

| 1. "Dangerous Visitor" (jap. 危険な来訪者 Kiken na Raihōsha) 2. "Mysterious Words" (jap. ミステリー・ワード Misuterī Wādo) 3. "The Servitor of Goosoh" (jap. グソーの使い Gusō no Tsukai) 4. "The Princess & The Dragon Palace" (jap. 姫と龍宮城 Hime to Ryū Gūjō) 5. "March in Malice" (jap. 悪意の中の行進 "Akui no Naka no Parēdo) 6. "Proof on The Videotape" (jap. ビデオの中の証拠 Bideo no Naka no Shōko) | 1. "Bombers' Aim" (jap. 爆弾犯の狙い Bakudan-han no Nerai) 2. "The Officer Who Never Returned" (jap. 帰らざる刑事 Kaerazaru Keiji) 3. "Unerasable Memory" (jap. 消せない記憶 Kesenai Kioku) 4. "Red Trap" (jap. 赤い罠 Akai Wana) 5. "The Most in this World..." (jap. この世で一番... Kono yo de Ichiban...) |

| 1. "Bye-bye" (jap. バイバイ... Bai bai...) 2. "Kogoro's Choice 1" (jap. 小五郎の選択① Kogorō no Sentaku Ichi) 3. "Kogoro's Choice 2" (jap. 小五郎の選択② Kogorō no Sentaku Ni) 4. "Kogoro's Choice 3" (jap. 小五郎の選択③ Kogorō no Sentaku San) 5. "The Footsteps of Darkness 1" (jap. 暗黒の足跡① Ankoku no Ashiato Ichi) | 1. "The Footsteps of Darkness 2" (jap. 暗黒の足跡② Ankoku no Ashiato Ni) 2. "The Footsteps of Darkness 3" (jap. 暗黒の足跡③ Ankoku no Ashiato San) 3. "White Snow, Black Shadow" (jap. 白い雪...黒い影... Shiroi Yuki... Kuroi Kage...) 4. "Precarious Encounter" (jap. 危険なめぐり逢い Kiken na Meguri Ai) 5. "Fellow Passengers" (jap. 同乗者 Dōjōsha) |

| 1. "The New Weapon" (jap. 新兵器! Shin Heiki!) 2. "The Old Picture" (jap. 意外なお宝 Igai na Otakara) 3. "Ayumi's Worry" (jap. 歩美の心配 Ayumi no Shinpai) 4. "Stairs in the Setting Sun" (jap. 夕陽と階段 Yūhi to Kaidan) 5. "The Tarnished Hero" (jap. 汚れたヒーロー Yogoreta Hīrō) | 1. "Wolves' Shadow" (jap. 狼たちの影 Ōkami-tachi no Kage) 2. "The Man who can Never be a Wolf" (jap. 狼になれなかった男 Ōkami ni Narenakatta Otoko) 3. "Heiji Hattori's Desperate Situation 1" (jap. 服部平次絶体絶命!① Hattori Heiji Zettai Zetsumei! Ichi) 4. "Heiji Hattori's Desperate Situation 2" (jap. 服部平次絶体絶命!② Hattori Heiji Zettai Zetsumei! Ni) 5. "Heiji Hattori's Desperate Situation 3" (jap. 服部平次絶体絶命!③ Hattori Heiji Zettai Zetsumei! San) |

| 1. "The Luring Red Horse" (jap. 誘う赤馬 Izanau Aka Uma) 2. "Shadow of the Red Horse" (jap. 赤馬の影 Aka Uma no Kage) 3. "The Owner of the Red Horse" (jap. 赤馬の持ち主 Aka Uma no Mochinushi) 4. "The Witness of the Red Horse" (jap. 赤馬の目撃者 Aka Uma no Mokugekisha) 5. "Obtuse Imitation" (jap. 愚かなる模倣 Oroka Naru Mohō) 6. "Torn Friendship 1" (jap. 引き裂かれた友情① Hikisakareta Yūjō Ichi) | 1. "Torn Friendship 2" (jap. 引き裂かれた友情② Hikisakareta Yūjō Ni) 2. "Torn Friendship 3" (jap. 引き裂かれた友情③ Hikisakareta Yūjō San) 3. "A Small Client" (jap. 小さな依頼者 Chiisana Iraisha) 4. "With a Mole" (jap. ホクロのある女性 Hokuro no Aru Josei) 5. "Red Mole?!" (jap. 赤いホクロ...!? Akai Hokuro...!?) |

| 1. "Be on Guard on a Sweet Date" (jap. 甘いデートにご注意を! Amai Dēto ni Gochūi o!) 2. "Misguided Massive Hunt" (jap. 不純な大捜索 Fujan na Dai Sōsaku) 3. "Misguided but Successful Arrest" (jap. 不純な大捕り物 Fujan na Ōtorimono) 4. "Tennis Court of Remembrance" (jap. 思い出のテニスコート Omoide no Tenisu Kōto) 5. "Curry of Doubt" (jap. 疑惑のカレー Giwaku no Carē) | 1. "My Voice is Gone" (jap. 声が出ない...!? Koe ga Denai...!?) 2. "Agasa's First Love" (jap. 博士の初恋 Hakase no Hatsukoi) 3. "The Place of Memory" (jap. 思い出の場所 Omoide no Basho) 4. "First Love, Reunion, Farewell" (jap. 初恋・再会・別れ Hatsukoi, Saikai, Wakare) 5. "Kogoro's Big Mistake" (jap. 小五郎大失態 Kogorō Dai Shittai) |

| 1. "Rival Mothers!?" (jap. ママはライバル!? Mama wa Raibaru!?) 2. "Suspicious Gunshot" (jap. 疑惑の銃声 Giwaku no Jūsei) 3. "The Night Baroness's Entry" (jap. 闇の男爵夫人登場! Naito Baronisu Tōjō!) 4. "Darkness is the Door to a Death Trap" (jap. 暗闇は死の罠の扉 Kurayami wa Desu Torappu no Tobira) 5. "A Silent Murder in the Dark" (jap. 暗闇の音無き殺人 Kurayami no Otonaki Satsujin) 6. "Mystery of the Black Light" (jap. 黒い光の謎 Kuroi Hikari no Nazo) | 1. "The Enclosing Surrounding Net" (jap. 迫る包囲網 Semaru Hōimō) 2. "The Crisis that is There" (jap. そこにある危機 Soko ni Aru Kiki) 3. "Inescapable Target" (jap. 逃れられないターゲット Nogarerarenai Tāgetto) 4. "A Mystery Left by a Visitor..." (jap. ある来訪者の残した謎... Aru Raihōsha no Nokoshita Nazo...) 5. "A Mystery Left in a Small Sealed Room" (jap. 小さな密室に残された秘密 Chiisana Misshitsu ni Nokosareta Himitsu) |

| 1. "The Hidden Truth" (jap. 隠されていた真実 Kakusareteita Shinjitsu) 2. "Goodbye Jodie" (jap. good-byeジョディ Gubbai Jodi) 3. "Ran's Deduction" (jap. 蘭の推理 Ran no Suiri) 4. "The Unbelievable Conclusion" (jap. 信じられない結末 "Shinjirarenai Ketsumatsu) 5. "The Fullmoon Night and Black Banquet Trap" (jap. 満月の夜と黒い宴の罠 Mangetsu no Yoru to Kuroi Utage no Wana) 6. "The Haunted Ship Painted with Blood" (jap. 血塗られた幽霊船 Chinurareta Yūreisen) | 1. "The Invisible Man Appears" (jap. 透明人間現る! Tōmei Ningen Arawaru!) 2. "Kudo Shinichi to the Rescue" (jap. 工藤新一登場!? Kudō Shinichi Tojō!?) 3. "The Truth Behind the Mask" (jap. 仮面の下の真実 Kamen no Shita no Shinjitsu) 4. "Rotten Apple" (jap. ラットゥンアップル Rattun Appuru) 5. "Mark in the Rain" (jap. 雨中の刻印 Uchū no Kokuin) |

| 1. "Search for the Mark!" (jap. おしりの印を探せ! Oshiri no Māku o Sagase!) 2. "Ai Haibara's Resolution" (jap. 灰原哀の決意 Haibara Ai no Ketsui) 3. "The Forgotten Mobile Phone" (jap. 忘れられた携帯電話 Wasurerareta Keitai Denwa) 4. "The Strange Memory" (jap. 奇妙なメモリー Kimyō na Memorī) 5. "Another Great Detective" (jap. もうひとつの名探偵 Mō Hitotsu no Meitantei) | 1. "Which One's Reasoning Show?!" (jap. どっちの推理ショー!? Dotchi no Suiri Shō!?) 2. "The Message on the Cube" (jap. 六面体のメッセージ Rokumentai no Messēji) 3. "Discover the Dying Message's Hidden Meaning!" (jap. ダイイングメッセージの裏を読め! Daiingu Messēji no Ura o Yome!) 4. "The Made-Up Message" (jap. 仕組まれたメッセージ Shikumareta Messēji) 5. "One Evil Among 53,000" (jap. 53,000分の1の悪魔 Goman-hassen-bun no Ichi no Akuma) 6. "The Challenge of Koshien's Evil Spirit" (jap. 甲子園の魔物の挑発 Kōshien no Mamono no Chōhatsu) |

| 1. "Solving the 3 Numeric Codes!" (jap. 3つの数字の謎を解け! Mittsu no Sūji no Nazo o Toke!) 2. "No Hint!?" (jap. ヒントが無い!? Hinto ga Nai!?) 3. "The End of the Game!?" (jap. 試合終了...!? Gēmu Setto!?) 4. "From Heaven to Hell" (jap. 天国から地獄 Tengoku kara Jigoku) 5. "Totally Fine!?" (jap. 全然平気!? Zenzen Heiki!?) 6. "There is no Suspicion?!" (jap. 疑わないの? Utaganai no!?) | 1. "Miracle" (jap. 奇蹟 Kiseki) 2. "Shock" (jap. 驚愕 Kyōgaku) 3. "Shiver" (jap. 戦慄 Senritsu) 4. "Escape" (jap. 脱出 Dasshutsu) 5. "A Strange Story At School" (jap. 学校奇譚 Gakkō Kitan) |

| 1. "Where are the Footprints!?" (jap. 足跡はどこに!? Ashiato wa Doko ni!?) 2. "Truth Behind the Remaining Desk" (jap. 残された机の真実 Nokosareta Tsukue no Shinjitsu) 3. "Open Closed Room at Sea" (jap. 海の上の開かれた密室 Umi no Ue no Hirakareta Misshitsu) 4. "Poison on the Bait!?" (jap. 釣りエサは毒!? Tsuri Esa wa Doku!?) 5. "A Pleasant Burn" (jap. 嬉しい火傷 Ureshii Yakedo) 6. "Hideyoshi's Counterattack" (jap. 秀吉の大返し Hideyoshi no Ōgaeshi) | 1. "A Strange Feeling" (jap. 違和感... Iwakan...) 2. "A Back-Street in the Sky" (jap. 大空の裏道 Ōzora no Uramichi) 3. "Secretly from the Star" (jap. 星より密かに Hoshi yori Hisoka ni) 4. "Have You Seen the Star?" (jap. 星を見たかい Hoshi o Mita kai) 5. "A Wish to the Star" (jap. 星に願いを Hoshi ni Negai o) |

| 1. "The Star Knows Everything" (jap. 星は何でも知っている Hoshi wa Nandemo Shitteiru) 2. "Prelude" (jap. 前奏曲 Pureryūdo) 3. "Capriccio" (jap. 狂奏曲 Kapuritcho) 4. "Requiem" (jap. 鎮魂曲 Rekuiemu) 5. "Impromptu" (jap. 即興曲 Anpuromputyu) 6. "Fantasia" (jap. 幻想曲 Fantajia) | 1. "Seal" (jap. 封印 Fūin) 2. "Trick" (jap. 絡繰 Karakuri) 3. "Sacred Treasure" (jap. 神器 Jingi) 4. "Immortal" (jap. 不滅 Fumetsu) 5. "The Suspicious Message" (jap. 疑惑のメール Giwaku no Mēru) |

| 1. "Solving the Suspicion" (jap. 疑惑の推理 Giwaku no Suiri) 2. "The Suspicious Alibi" (jap. 疑惑のアリバイ Giwaku no Aribai) 3. "The Suspicious Truth" (jap. 疑惑の真相 Giwaku no Shinsō) 4. "Unlocking It..." (jap. ロックをはずして... Rokku o Hazushite...) 5. "From Him to Her" (jap. 彼氏から彼女へ Kareshi kara Kanojo e) 6. "From Suicide to Murder" (jap. 自殺から他殺へ Jisatsu kara Tasatsu e) | 1. "From Sky to Ground" (jap. 天空から地上へ Tenkū kara Chijō e) 2. "Appearing Magic" (jap. 出現マジック Shūgen Magikku) 3. "The Forbidden File" (jap. 禁じられたファイル Kinjirareta Fairu) 4. "The Magician's Home" (jap. 奇術師の館 Majishan no Yakata) 5. "Failed Magician" (jap. 奇術師失格 Majishan Shikkaku) |

| 1. "Summer Vacation's Code" (jap. 夏休みの暗号 Natsuyasumi no Angō) 2. "Lay Down and Wash Your Face!" (jap. 寝転んで顔を洗え! Nekoronde Kao o Arae!) 3. "The Perfect Deciphering!!" (jap. パーフェクト解読!! Pāfekuto Kaidoku!!) 4. "Mansion of the Evil Spirit" (jap. 悪霊の棲む屋敷 Akuryō no Sumu Yashiki) 5. "The Nightmare from 13 Years Ago" (jap. 13年前の悪夢 Jū-san-nen Mae no Akumu) | 1. "The Revived Evil Spirit" (jap. 蘇る悪霊 Yomigaeru Akuryō) 2. "Ignored Evidence" (jap. 見過していたもの Misugoshiteitamono) 3. "Impact of the 13th Year" (jap. 13年目の衝撃 Jū-san-nen-me no Shōgeki) 4. "Ding-Dong Dash" (jap. ピンポンダッシュ Pin Pon Dasshu) 5. "A New Person in Black" (jap. 新たなる黒の者 Aratanaru Kuro no Mono) |

| 1. "Follow the Target!" (jap. ターゲットを追え! Tāgetto o Oe!) 2. "New Order" (jap. 新たなる指令 Aratanaru Shirei) 3. "Black Organization Versus FBI 1" (jap. 黒の組織VS.FBI① Kuro no Soshiki Bāsasu Efu Bī Ai Ichi) 4. "Black Organization Versus FBI 2" (jap. 黒の組織VS.FBI② Kuro no Soshiki Bāsasu Efu Bī Ai Ni) 5. "A New Teacher" (jap. 新しい先生 Atarashii sensei) | 1. "The Secret Path to School 1" (jap. 秘密の通学路① Himitsu no Tsūgakuro Ichi) 2. "The Secret Path to School 2" (jap. 秘密の通学路② Himitsu no Tsūgakuro Ni) 3. "The Two who Cannot Return" (jap. 戻れない二人 Modorenai Futari) 4. "The Sealed Car" (jap. 密閉された車 Mippeisarete Kuruma) 5. "The Love of Lies" (jap. 偽りの愛情 Itsuwari no Aijō) |

| 1. "The Uptight Party" (jap. 緊迫のコンパ Kinpaku no Kompa) 2. "The Secret Visit" (jap. 秘密の家庭訪問 Himitsu no Kateihōmon) 3. "Boring Game" (jap. つまんない試合 Tsuman'nai Shiai) 4. "Big Win!" (jap. 大当たり! Ōatari!) 5. "Exciting Interview" (jap. ワクワク取材 Waku-waku Shuzai) 6. "Message of the True Criminal" (jap. 真犯人の伝言 Shin Han'nin no Dengon) | 1. "The Detective Boys" (jap. ザ・少年探偵団 Za Shōnen Tantei-dan) 2. "Heiji's Memories" (jap. 平次の思い出 Heiji no Omoide) 3. "The Snow Woman's Plans" (jap. 雪女の計 Yuki Onna no Kei) 4. "Mystery on the Lift" (jap. 謎のリフト Nazo no Rifuto) 5. "The Legend of the Snow Woman's Silver Kimono" (jap. 雪女の銀衣伝説 Yuki Onna no Gingoromo Densetsu) |

| 1. "Vengeance in the Snowstorm" (jap. 吹雪の中の復讐 Fujiki no Naka no Fukushū) 2. "Fish Incident" (jap. おさかな事件 Osakana Jiken) 3. "Three Fish" (jap. 3匹の魚 Sanbiki no Sakana) 4. "Relaxing Shellfish Hunt" (jap. ため息潮干狩り Tameiki Shiohigari) 5. "Mystery of the Plastic Bottle" (jap. ペットボトルの怪 "Petto Botoru no Kai) 6. "Mixture Trick" (jap. 混入トリック Kon'nyū Torikku) | 1. "Russian Blue" (jap. ロシアンブルー Roshian Burū) 2. "Goro is Goro?!" (jap. ゴロはゴロでも!? Goro wa Goro demo!?) 3. "The Closed Window" (jap. 開かずの窓 Akazu no Mado) 4. "The Set Up Locked Room" (jap. 作られた密室 Tsukurareta Misshitsu) 5. "Demon's Cave" (jap. 魔物の抜け穴 Mamono no Nukeana) |

| 1. "Suspicious Action" (jap. 挙動不審!? Kyodō Fushin!?) 2. "The Star Blade Connection" (jap. 因縁の試写会 In'nen no Shishakai) 3. "The Wedding Hall Panic" (jap. 式場パニック Shikijō Panikku) 4. "The Uninvited Guest" (jap. 招かれざる客 Manekarezaru Kyaku) 5. "Wedding Battle" (jap. ウエディング・バトル Uedingu Batoru) 6. "Out of Ordinary Room" (jap. 常識はずれの部屋 Jōshiki Hazure no Heya) | 1. "Upside Down Mystery" (jap. 逆さまミステリー Sakasama Misuterī) 2. "The Thing He Wanted to Hide" (jap. 隠したかったもの Kakushitakattamono) 3. "Sonoko's Red Handkerchief" (jap. 園子の赤いハンカチ Sonoko no Akai Hankachi) 4. "Name in Katakana" (jap. カタカナの名前 Katakana no Namae) 5. "Superman" (jap. スーパーマン Sūpāman) |

| 1. "Crimson" (jap. 紅蓮 Guren) 2. "Konjiki" (jap. 金色) 3. "Seiran" (jap. 青嵐) 4. "Junpaku" (jap. 純白) 5. "The Mysterious 200-Faced Man" (jap. 怪人二百面相 Kaijin Ni-hyaku Mensō) | 1. "Grade 1 Class B's Great Battle" (jap. 1年B組大作戦 Ichinen Bī-gumi Dai Sakusen) 2. "The Only Eye Witness" (jap. 目撃者は一人 Mokugekisha wa Hitori) 3. "Nail and Snake" (jap. 釘とへび Kugi to Hebi) 4. "The Identity of the Hammer" (jap. トンカチの正体 Tonkachi no Shōtai) 5. "Mysterious Job" (jap. 不可思議なバイト Fukashigi na Baito) |

| 1. "Menu for Dinner" (jap. 夕食の献立 Yūshoku no Kondate) 2. "A Dreaming Star" (jap. 夢見るスター Yume Miru Sutā) 3. "The Detective Boys' Snowman" (jap. 探偵団の雪ダルマ Tantei-dan no Yuki Daruma) 4. "The Locus of the Fall" (jap. 転落の軌跡 Tenraku no Kiseki) 5. "The Catastrophe in the Snow-Covered Mountains" (jap. 破局の雪山 Hakyoku no Yukiyama) 6. "The Room which Swallows People" (jap. 人を飲む部屋 Hito o Nomu Heya) | 1. "The Phantom Corpse" (jap. 幻の死体 Maboroshi no Shitai) 2. "The Trick of the Bloodstain" (jap. 血痕のカラクリ Kekkon no Karakuri) 3. "High School Detective of the East" (jap. 東の高校生探偵 Higashi no Kōkōsei Tantei) 4. "The Detective Koshien" (jap. 探偵甲子園 Tantei Kōshien) 5. "Demonstration of the Locked Room" (jap. 密室証明 Misshitsu Shōmei) |

| 1. "The Detectives' Famous Reasoning" (jap. 探偵たちの名推理 Tantei-tachi no Mei Suiri) 2. "The Zealous Detectives" (jap. 熱血探偵 Nekketsu Tantei) 3. "Genta's Shot" (jap. 元太のシュート Genta no Shūto) 4. "Genta and El" (jap. 元太とエル Genta to Eru) 5. "Mischievous Boy" (jap. イタズラ坊主 Itazura Bōzu) 6. "Under the Moon" (jap. 月下 Gekka) | 1. "Dawn" (jap. 黎明 Reimei) 2. "Broad Daylight" (jap. 白昼 Hakuchū) 3. "Setting Sun" (jap. 落日 Rakujitsu) 4. "Secret Kisaki Eri" (jap. 秘密の妃英理① Himitsu no Kisaki Eri Ichi) 5. "Secret Kisaki Eri 2" (jap. 秘密の妃英理② Himitsu no Kisaki Eri Ni) |

| 1. "Engagement Ring?!" (jap. 婚約指輪!?① Engēji Ringu Ichi) 2. "Engagement Ring?! 2" (jap. 婚約指輪!?② Engēji Ringu Ni) 3. "Engagement Ring?! 3" (jap. 婚約指輪!?③ Engēji Ringu San) 4. "Mountain Witch Legend Case 1" (jap. 鬼婆伝説殺人事件① Onibaba Densetsu Satsujin Jiken Ichi) 5. "Mountain Witch Legend Case 2" (jap. 鬼婆伝説殺人事件② Onibaba Densetsu Satsujin Jiken Ni) 6. "Mountain Witch Legend Case 3" (jap. 鬼婆伝説殺人事件③ Onibaba Densetsu Satsujin Jiken San) | 1. "A Clue from the West" (jap. 西からの手がかり Nishi kara no Tegakari) 2. "Location of the Photograph" (jap. 写真の行方 Shashin no Yukue) 3. "Company" (jap. カンパニー Kanpanī) 4. "Wrong Number!?" (jap. 間違い電話!? Machigai Denwa!?) 5. "The Truth which Blood Tells" (jap. 血が語る真実 Chi ga Kataru Shinjitsu) |

| 1. "Deceased Mother's Memento" (jap. 母の遺品 Haha no Ihin) 2. "The One Hand Glove Which Calls Death" (jap. 死を呼ぶ片手袋 Shi o Yobu Katatebukuro) 3. "A Murderer from Hades" (jap. 黄泉からの殺人者 Yami kara no Satsujinsha) 4. "Glove of Sadness" (jap. 哀しみの手袋 Kanashimi no Tebukuro) 5. "The Devil Comes" (jap. 悪魔が来たりて... Akuma ga Kitarite...) 6. "Devilish Trick" (jap. 悪魔のカラクリ Akuma no Karakuri) | 1. "The Devil's Tears" (jap. 悪魔の涙 Akuma no Namida) 2. "The Fugitive" (jap. 逃亡者 Tōbōsha) 3. "Crow's Song" (jap. 鴉の唄 Karasu no Uta) 4. "The Second Thread" (jap. 2本目の糸 Nihonme no Ito) 5. "The Fake Patient" (jap. 偽りの患者 Itsuwari no Kanja) |

| 1. "Pursuit and..." (jap. 追跡、そして... Tsuiseki, Soshite...) 2. "Akai's Past" (jap. 赤井の過去 Akai no Kako) 3. "All or Nothing..." (jap. イチかバチか... Ichikabachika...) 4. "Camouflage" (jap. 擬装 Gisō) 5. "Last Resort" (jap. 最終手段 Saishū Shudan) 6. "Mission" (jap. 任務 Misshon) | 1. "Older Sister and Younger Brother" (jap. 姉弟 Kyōdai) 2. "The Unexpected Suspect" (jap. 意外な容疑者 Igai no Yōgisha) 3. "Friday the 13th" (jap. 13日の金曜日 Jū-san Nichi no Kin'yōbi) 4. "Camel's Past" (jap. キャメルの過去 Kyameru no Kako) 5. "Spell of Magic" (jap. 魔法の呪文 Mahō no Jumon) |

| 1. "Wedge of Steel" (jap. 鋼の楔 Hagane no Kusabi) 2. "Sound" (jap. 音 Oto) 3. "Flying Corpse" (jap. 空飛ぶ死体 Soratobu Shitai) 4. "Mechanics and the Alibi" (jap. 力学とアリバイ Rikigaku to Aribai) 5. "Centipede" (jap. 百足 Mukade) 6. "Armored Warrior" (jap. 鎧武者 Yoroi Musha) | 1. "Art of War" (jap. 兵法 Heihō) 2. "Fūrinkazan" (jap. 風林火山) 3. "War" (jap. 戦 Ikusa) 4. "Shadow and Thunder" (jap. 陰と雷 Kage to Kaminari) 5. "Suspicious Eisuke" (jap. 疑惑の瑛祐 Giwaku no Eisuke) |

| 1. "The Vanished Blunt Weapon" (jap. 消えた鈍器 Kieta Donki) 2. "Eisuke's Confession" (jap. 瑛祐の告白 Eisuke no Kokuhaku) 3. "Red, White, and Yellow" (jap. 赤白黄色 Aka Shiro Kiiro) 4. "Kuroshiro-kun" (jap. クロシロ君 Kuroshiro-kun) 5. "New Neighbor" (jap. 新たな隣人 Arata na Rinjin) 6. "Hammer Man" (jap. ハンマー男 Hanmā Otoko) | 1. "Delivered Malice" (jap. 届けられた悪意 Todokerareta Akui) 2. "The Hammer Man's True Identity" (jap. ハンマー男の正体 Hanmā Otoko no Shōtai) 3. "Coffee of Murderous Intent" (jap. 殺意のコーヒー Satsui no Kōhī) 4. "Impossible Crime" (jap. 不可能犯罪 Fukanō Hanzai) 5. "The Bitter Truth" (jap. 苦い真実 Nigai Shinjitsu) |